# Tunnels ferroviaires de Njock
Les tunnels ferroviaires de Njock, au Cameroun, ont été construits à mains nues par des populations humaines durant la période coloniale. Le site est inscrit sur la liste indicative du Cameroun pour le patrimoine mondial de l’Unesco.

## Géographie
Situés dans le village de Minloh Maloume, les tunnels ferroviaires de Njock sont sur le tronçon Éséka-Makak. Localisés à 15 kilomètres de la ville d'Éséka, cet ensemble de trois tunnels ont été réalisés dans un massif de rocher à mains nues par les populations.

## Protection
Les tunnels ont été inscrits sur la liste indicative du patrimoine mondial culturel en 2016.